# Dones a la societat maia
Les dones maies van tenir un paper important en la seva societat. Més enllà de la propagació de la cultura a través de la criança dels nens, les dones maies van participar en activitats econòmiques, governamentals i agrícoles.
Les vides de les dones a l'antiga Mesoamerica no estan ben documentades: «De les tres tombes de l'àrea de fundació d'elit descobertes fins a la data dins de l'Acròpoli de Copán, dues contenen les restes de dones, i no hi ha cap referència a una dona en els textos contemporanis coneguts o en els registres retrospectius posteriors dels primers esdeveniments clàssics i personatges de Copán», va escriure un erudit.
Les dones tenien un paper significatiu en els rituals, cuinant aliments per al consum i sacrificis. Es desconeix si les dones van participar en aquests rituals. Les dones també van treballar en tots els tèxtils, un recurs i producte essencial per a la societat maia.
L'estatus de les dones a la societat maia es pot deduir dels seus enterraments i la història textual i monumental. Les societats maies inclouen Toniná, una ciutat que va desenvolupar un sistema matrilineal d'origen hereditari després del regnat i la mort de la poderosa líder Senyora K'awil. Havia assumit el mantell de poder després del fracàs dels dos líders homes. El regnat de la Senyora K'awil es documenta en murals que la representen asseguda en un tron amb captius als seus peus.

## Els rols de gènere en la societat maia
Els homes i les dones realitzaven tasques diferents: «els homes produeixen aliments mitjançant la mà d'obra agrícola i ajudaven a les dones a criar als infants, però les dones processaven els productes del camp per fer-los comestibles».
Les dones tenien responsabilitats religioses relacionades amb els rituals de la llar. Les dones exercien importants funcions diàries en aquest aspecte de la vida. Mentre als nois els ensenyaven habilitats de caça, «es preparava a la noia per a la llar i li ensenyaven a mantenir els altars religiosos domèstics».
Les dones estaven associades a la pràctica ritual de la religió maia, així com a les pròpies creences. La Deessa Lluna és una de les deesses més destacats del panteó maia. A través de les seves relacions amb els altres déus, va produir la població maia. Els governants locals afirmaven que eren descendents directes de la Deessa Lluna.
El gènere en l'art maia antic és ambigu. En algunes imatges de reconeixement d’hereus, aquesta dualitat és explícita: hi ha una figura masculina a un costat del nou ungit i una figura femenina a l’altre costat.
Es pressionava a les noies maies perquè s'adaptessin als punts de vista de la seva mare i no pensessin de manera independent.

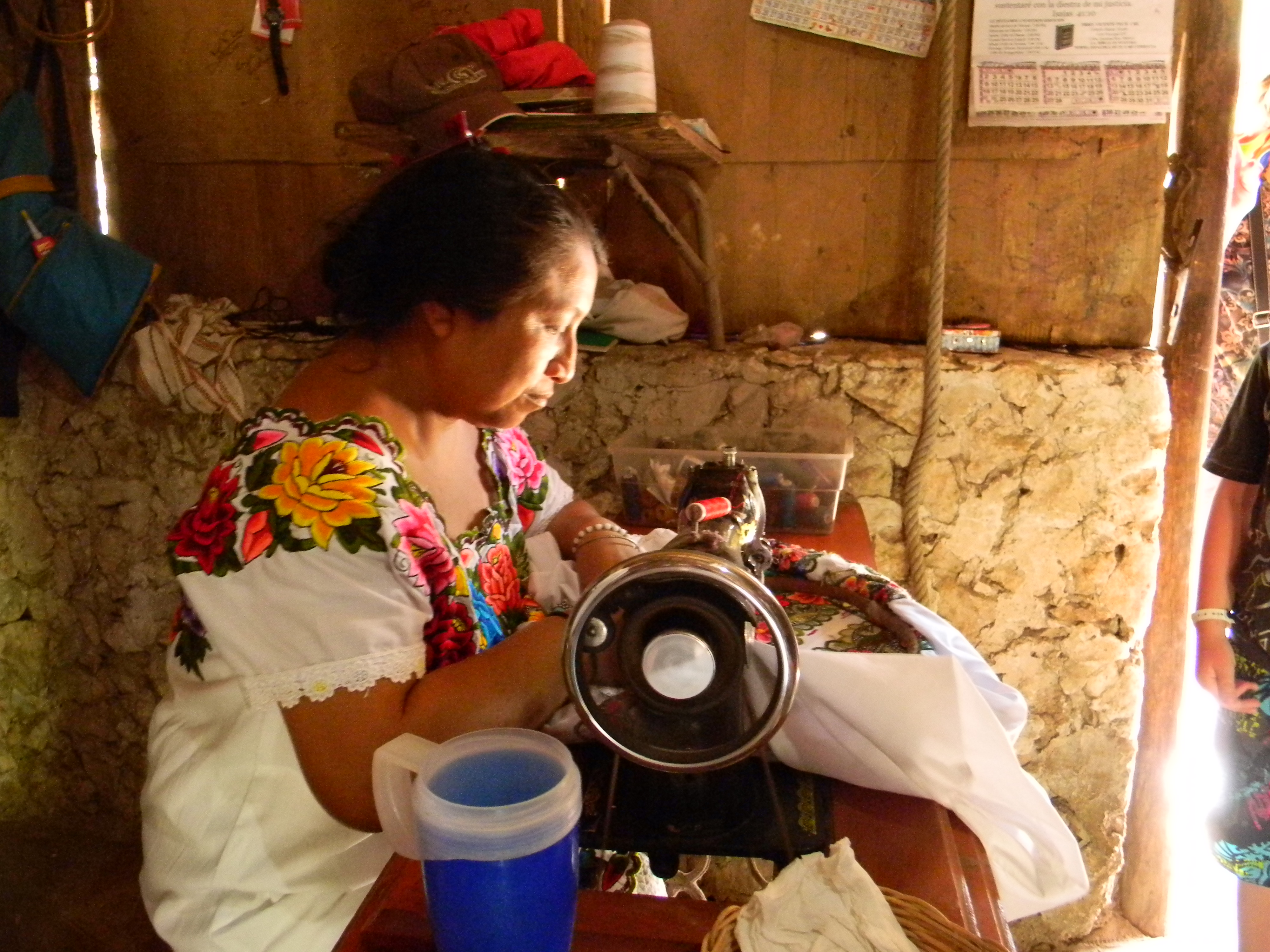
Una dona maia fabricant souvenirs
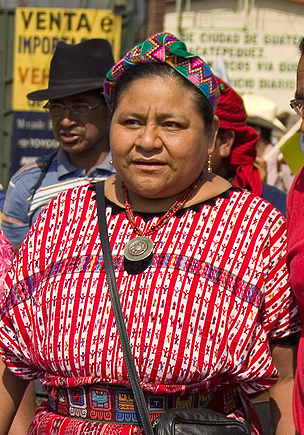
Rigoberta Menchú Tum, Premi Nobel de la Pau (1992), d'origen maia quitxé

Les dones maies van ser atacades i expulsades de les seves llars a Guatemala pels militars durant la Guerra Civil de Guatemala (vegeu Genocidi guatemalenc). Els guatemalencs ladinos van donar suport als militars guatemalencs en el seu atac contra els maies i els van expulsar de les seves llars durant la dècada del 1980. Les dones maies van ser sotmeses a violacions per part de l'exèrcit guatemalenc.
Els maies tenien famílies patrilineals i els homes maies d’elit practicaven la poligàmia.
Les dones maies són cruels contra les parelles infidels.
Els nadons maies i les seves mares comparteixen el mateix llit.
Les noies maies guatemalenques tenen una taxa d’educació baixa i provenen d’orígens empobrits. Només el 10% de les noies maies va acabar l'educació primària, ja que les noies maies afectades per la pobresa tenen una taxa d’abandonament escolar elevada.

## Les dones maies i la política
Les dones aristòcrates van tenir un paper important en les activitats polítiques que tenien lloc a les ciutats de la civilització maia. Aquestes dones podien exercir la seva influència mitjançant el matrimoni, la realització de rituals o fins i tot directament com a líder, tot i que en aquest darrer cas això és rar. Es pot dir que la posició política de les dones en el període clàssic és molt forta. Ho demostren les nombroses restes d'estàtues i símbols que mostren el lideratge d'una dona i que es van produir en aquesta època. Algunes de les dones líders conegudes van ser Senyora Estrella del Matí, Senyora d'Itzan, Senyora de Tikal, Senyora Xoc, Sak K'uk', Wak Chanil Ajaw, i Yohl Ik'nal.

Glif maia de la Senyora de Tikal
Glif maia per a la seva filla, la Senyora Yohl Ik'nal
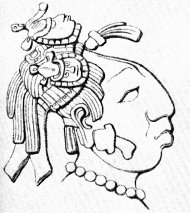
Glif de la Senyora Sak K'uk'

Generalment, les dones eren governants temporals abans que els seus fills o altres parents tinguessin l'edat suficient per ocupar el lideratge.

### Algunes de les dones líders de la civilització maia
- Senyora de Tikal: Es creu que la Senyora de Tikal, la dona que va governar la regió de Tikal, va començar el seu lideratge als 6 anys,[15] però no va governar sola. Va ser ajudada per una altra persona anomenada Kaloomte 'Bahlam.[15] La seva posició com a líder es troba en diverses inscripcions maies de la regió. Hi ha un glif que associa aquesta princesa amb el símbol de l’Urpa d’ocell, que també es creu que era una figura influent en aquell moment.[16] El nom de Senyora deTikal també pot referir-se a la Senyora dels Sis Cels, que va néixer el 682, però la Senyora Tikal a la qual es fa referència aquí és la primera Senyora Tikal, que va néixer setembre del 504.[17]
- Senyora Yohl Ik'nal: La seva filla, la Senyora de Yohl Ik'nal, va governar la regió de Palenque des del 23 de desembre del 583 fins a la seva mort el 4 de novembre de 604. Yohl Ik'nal va arribar al poder perquè l'anterior líder no havia deixat cap hereu. La relació entre aquesta senyora i l'anterior governant és encara desconeguda, tot i que hi ha proves que indiquen que era la filla o germana de l'anterior governant. La Senyora Yohl Ik'nal va estat al poder durant 20 anys i té tots els títols de noblesa, cosa rara per a les dones.[18] Basat en les proves del sarcòfag de K'inich Janaab' Pakal, Yohl Ik'nal era la mare de la Senyora Sak K'uk', per tant, Yohl Ik'nal va ser l'àvia de K'inich Janaab' Pakal.
- Senyora dels Sis Cels: La Senyora dels Sis Cels va governar a la regió de Dos Pilas (una de les ciutats més importants i influents en aquella època a la zona de la civilització maia) del 682 al 741.[19] El 687 va donar a llum al seu fill K'ak 'Tiliw Chan Chaak, qui en realitat seria l'hereu. Després que el seu fill es considerés prou gran per a pujar al tron, la Senyora dels SIs Cels va dimitir i va exercir com a co-governanta. Tot i ser una representant, el seu fill va rebre l’honor de la Senyora dels Sis Cels de dirigir diversos rituals sagrats fins a la seva mort el 741.[20]

## El paper de les dones als rituals
El rang social, econòmic i polític de les antigues dones maies es debaten cada vegada més en estudis arqueològics dins del paper de gènere. Fins ara, les línies d'evidència es basaven principalment en la investigació de la cultura material (per exemple, l'escultura monumental, la iconografia, l'art ceràmic...) i l'ús de l'espai (arquitectura residencial i l'anàlisi d'activitats i, en menor mesura, els objectes funeraris).
El principi de complementarietat (és a dir, que els homes i les dones actuaven per separat), però igualment importants (rols en la societat), es troben en molts estudis que defineixen una base ideològica per a diverses expressions del poder de les dones, incloent les parelles home-dona i la combinació de gènere. Per exemple, en la iconografia en els monuments públics del període clàssic que representen les elits es podia argumentar que encara que les dones es consideressin parts de la història masculina en els textos dels monuments que representen la vida dels governants, les imatges dels mateixos monuments no apareixen les característiques sexuals.
Els homes i les dones només són identificables per la seva roba i decoració, que mostra una «identitat unificada de l'elit», en la qual les parelles home-dona són dicotòmiques. Les estàtues de pedra de déus, les inscripcions i els textos també proporcionen evidències de complementarietat a través de l'autoritat de dones d'elit que sovint donaven poder a llinatges a través d'aliances matrimonials fora dels seus pobles natals.
El menjar a la cultura també serveix com a determinant de l'estatus i com a metàfora. Els processos de producció, distribució i consum de menjar, com en totes les cultures, reflecteixen les seves normes predominants. En aquest cas, es pot inferir com a font de poder per a les antigues dones maies. Tot i que es creu que les dones d'elit van controlar els aliments utilitzats en rituals, l'anàlisi de la dieta de diversos llocs en diferents períodes indiquen que les dones consumien menys aliments que els homes. Per contra, les dones que no pertanyien a l'elit sembla que compartien el mateix menjar amb els homes. Aquesta troballa pot suggerir que les dones no participaven en el consum ritual de menjar de la mateixa manera que ho feien els homes, o que el consum d'aliments es va associar amb la identitat de gènere. L'accés preferent dels homes al menjar ritual va finalitzar amb la conquesta espanyola, però els homes van continuar tenint dietes carnívores. Aquest fenomen podria ser causat per la conversió de rituals públics a privats o l'assimilació de valors de gènere espanyols, o l'ideologia subjacent que es manté en les diferències dietètiques de gènere.
Pràcticament en tots els rituals implicats amb el menjar, les dones s'encarregaven de la preparació d'aliments i begudes utilitzats com a ofrena i per al consum, a més de proporcionar ofrenes de tela (vegeu més avall). El menjar i els rituals eren mitjans visibles i significatius utilitzats per les elits maies que competien per a demostrar el seu estatus. Si les dones eren participants actives o no, no es refereix al significat social, simbòlic i polític de la seva contribució.
A més de la base ideològica per a l'estatus alt de la dona, les dones van exercir poder a través del seu treball durant el període històric. El treball de les dones era molt important, tant socialment com econòmicament, pero la seva participació en els rituals públics era limitada (a causa del possible biaix etnocèntric i geogràfic). Podia haver-hi diferències temporals i / o regionals en el grau de participació de les dones en els rituals.

## Les dones en l'art maia
El paper principal de la deessa Lluna es pot interpretar a través de la seva representació en els còdexs i en els murals antics. Una altra deessa sovint representada és Ixchel.

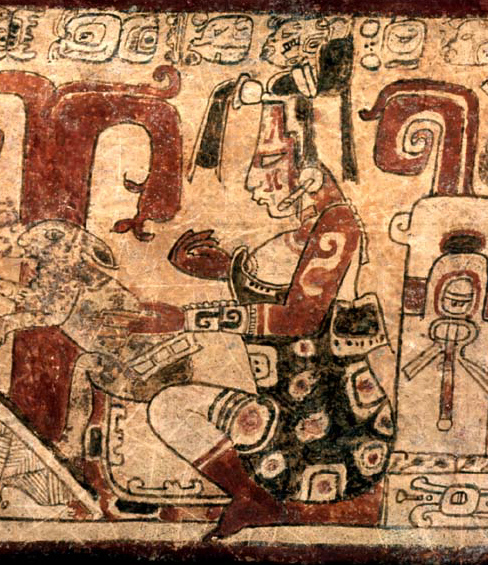
La deessa Lluna amb un conill
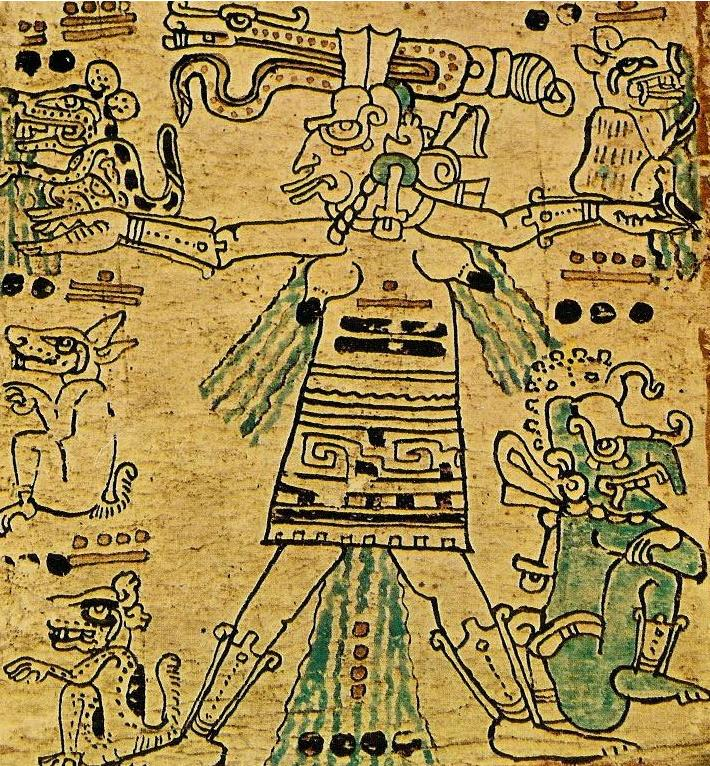
La deessa Ixchel en el Còdex Dresden

Els tèxtils eren un aspecte central de l'antiga vida maia, i mentre que no se sap si totes les dones van produir tèxtils, els que es van produir van ser creats per dones. Les dones van utilitzar objectes diferents en els processos de filatura i teixit segons la seva classe social. Les dones nobles podien utilitzar el tint en els teixits.
L'artesania i les proves de fibra de la ciutat de Ceren, que van ser enterrades per cendres volcàniques el 600, indiquen que en aquell moment es considerava art els teixits de les dones, i no s'utilitzaven per a un propòsit específic. La creació de les obres d'art suggereix que hi havia un mercat per a elles. Les dones tenien poder en la seva habilitat de treballar i crear alguna cosa que tenia valor.

## Tèxtils
La prevalença de les dones en els rituals reflecteix la importància de les dones per a l'estructura social maia durant el període clàssic (250-2000 dC). Les dones eren les principals teixidores de teixits, que formaven una part important de qualsevol antiga economia mesoamericana. Basats en l'etnohistòria i la iconografia, els maies eren grans productors de material per a ús intern i extern. No obstant això, la classificació arqueològica de la producció tèxtil és complicada en qualsevol regió tropical a causa de qüestions de conservació.

### Evidències de la producció tèxtil a El Caracol, Belize
L'evidència de la producció i distribució de tela que es troba a la zona precolombina dels maies i un gran lloc que aporta dades arqueològiques relatives als tèxtils dels antics maies es troba a la ciutat de El Caracol (Belize). L’arqueologia a El Caracol s'ha dut a terme anualment des de 1985 fins a l’actualitat, i ha donat lloc a la recopilació de dades que permeten conèixer la producció econòmica i la distribució social de la tela al lloc. Això s'assoleix examinant els contextos i les distribucions de fusaioles, agulles d'òs, passadors i forquilles, punxons ossis i barres de pedra calcària. Tots aquests artefactes es poden relacionar d’alguna manera amb el teixit, la xarxa o la tela.
Les fusaioles són els artefactes més clarament associats a la producció tèxtil. Almenys 57 han estat recuperades a El Caracol, 38 d’elles en 20 enterraments diferents. Diversos d'aquests enterraments corresponen a dones de gran estatus situades a les construccions arquitectòniques més importants del lloc. La col·locació contextual d’aquestes inhumacions posa l’accent no només en el vincle entre les dones i el teixit, sinó també l'elevat estat associat a aquesta activitat, cosa que assenyala la importància del teixit i la filatura a l’antiga societat maia.

## La criança dels fills
Tenir i criar fills era una part integral de la societat maia. La mitologia i el poder associats a la capacitat de crear vida van ser coses que els homes que van intentar imitar. Els homes utilitzaven la sang dels seus propis genitals per a crear alguna cosa nova a partir de la seva sang. En lloc de produir el naixement d'una vida, donarien a llum noves èpoques a través d'un gest simbòlic semblant a la menstruació. Aquest acte estava molt ritualitzat; els objectes utilitzats per perforar la pell eren «fiblons de rajada, fulles d'obsidiana o altres instruments punxants». Es deixava que la sang gotegés sobre tela, que es cremava com a part del ritual.
Un estudi mèdic va descobrir que les dones maies mexicanes presenten els símptomes més baixos de menopausa coneguts juntament amb les camperoles gregues. Segons un estudi mèdic, les noies maies entren en menarquia als 15,1 anys.

## Els matrimonis amb altres ètnies
Al centre de l'est de Quintana Roo, alguns dels maies són descendents del matrimoni entre dones maies i migrants xinesos, que els va exposar a la discriminació d'alguns nadius, tot i que són acceptats en general, segons Alfonso Villar. Mestizos i maies es van casar amb xinesos sense moderació.
Molts homes xinesos van escapar immediatament quan van arribar a l'Hondures Britànica (ara Belize) i no van complir els seus contractes de treball, sinó que van fugir a Santa Cruz, on es van casar amb dones maies i van tenir fills.
Homes africans, índis orientals, europeus i xinesos es van casar amb dones indígenes maies natives de l'Hondures Britànica.

## La cuina maia
La cuina maia ha estat ben documentada. Les tècniques implementades per les societats maies precolombines inclouen la producció agrícola a gran escala, la caça i la recol·lecció. El sistema de cultiu milpa va proporcionar els aliments essencials de la dieta maia: blat de moro, fesol i carabassa. També cultivaven una petita varietat d'arròs anomenada quinoa.